# Хромозом 21 (човек)
Хромозом 21 је аутозомни хромозом двадесетпрви по величини у хуманом кариотипу. Према положају центромере припада акроцентричним хромозомима. Према Денверској конференцији из 1960. године сврстан је у G групу. Изграђен је од 50 милиона парова база ДНК што представља од 2-2,5 укупне количине ДНК у ћелији.

## Аберације хромозома 21

### Тризомија 21
Најчешћа тризомија која се јавља у људској популацији је тризомија 21, која се фенотипски изражава као Даунов синдром. Учесталост овог синдрома у људској популацији је 1:700. На ту учесталост утиче старост мајке, тако да се код жена старијих од 40 година та учесталост повећава на 1:45. Кариотип је 47,XX+21 или 47,XY+21 (укупан број хромозома, полна конституција + хромозом који је у вишку).
Узрок тризомије 21 може да буде и уравнотежена транслокација 21 код једног од родитеља. Такав родитељ, поред нормалних гамета, може да образује и гамете у којима је хромозом 21 у вишку. Спајањем таквих ненормалних гамета (имају два хромозома 21) са нормалним (имају један хромозом 21)настаће зигот који носи неуравнотежену транслокацију 21. Особа са неуравнотеженом транслокацијом 21 имаће кариотип са 47 хромозома јер је хромозом 21 у вишку (тризомик).
Клиничка слика Дауновог синдрома
Најизразитија обележја овог синдрома су:
- умна заосталост (IQ = 40-50, мада има података да IQ може бити и од 25-80);
- аномалије срца праћене у различитом степену аномалијама других органа;
- смањена отпорност према инфекцијама;
- повећан ризик за појаву леукемије;
- превремено старење па из свих тих разлога живе у просеку дупло краће у односу на здраве особе.

Особе са овим синдромом имају и препознатљиве морфолошке особине као што су :
- косо (монголоидно) постављене и широко размакнуте очи;
- мали нос, широког корена;
- смањен обим главе и пљоснат потиљак;
- уста су мала па нормално велики језик вири из њих;
- ушне шкољке су скоро увек лоше формиране, мале и ниско су постављене;
- зуби су неправилног облика и броја и касно избијају;
- шаке су широке и са кратким прстима;
- на длановима може постојати бразда четири прста (мајмунска бразда) уз измењене дерматоглифе (линије на шакама) и др.(види слику)

Клиничка слика може бити ублажена ако је код особе присутан мозаицизам.

### Делеција 21q-
Делеција дугог крака (q) хромозома 21 (G делеција синдром I) фенотипски се манифестује као антимонголоисмус чија је клиничка слика:
- антимонголоидни положај очију;
- хипертонија;
- скелетне аномалије;
- заосталост раста;
- микрогнатија.

### Робертсонове транслокације
Робертсонове транслокације су размене делова између акроцентричних хромозома, при чему ти хромозоми могу бити исти, 21/21, или различити, најчешће 14/21. При овој транслокацији долази до истовременог прекида на једном хромозому изнад, а на другом испод центромере. Затим долази до међусобног спајања прекинутих делова и то тако што се споје дуги краци оба хромозома, а п краци се изгубе у првој наредној деоби. Спајањем дугих кракова оба хромозома настаје један метацентричан (ако су учествовали исти хромозоми) или субметацентричан хромозом (ако су се спојили q краци различитих хромозома).
Особе носиоци транслокација су најчешће фенотипски нормалне јер се губе само кратки краци акроцентричних хромозома. (Кратки краци садрже гене чији недостатак не утиче на фенотип.)За њих се каже да су носиоци уравнотежене транслокације. Потомство оваквих особа је угрожено и може имати поремећен број хромозома што изазива одређене синдроме (нпр. Даунов синдром). Такви потомци имају неуравнотежену транслокацију.
Потомство особа које су носиоци уравнотежене транслокације је у различитом степену угрожено у зависности од тога да ли се транслокација десила измађу истих или различитих хромозома. Када је нпр. у питању транслокација 14/21 онда такви родитељи стварају и нормалне гамете (имају по један хромозом 14 и 21) и гамете који носе транслокацију (имају спојене хромозоме 14/21) па могу имати и нормалну и оболелу децу. У случају транслокације 21/21 (између истих хромозома) особа не ствара нормалне гамете већ само или гамете који имају оба хромозома 21 (закачени су један за други) или су без хромозома 21 (нултизомични гамети). Због тога они не могу имати здраву децу.

## Мапирани гени и болести/поремећаји
Гени мапирани на овом хромозому узрокују следеће болести и поремећаје:
- амилоидоза - холандски тип
- Алцхајмерова болест
- хронична шизофренија
- хомоцистинурија
- акутна мијелоидна леукемија
- мијелопролиферативни синдром
- пролазна леукемија у Дауновом синдрому
- недостатак ентерокиназе
- недостатак мултипле карбоксилазе
- Даунов синдром
- прогресивна миоклонична епилепсија
- холопрозенцефалија
- хемолитична анемија
- карцином дојке